# Chiesa dei Santi Girolamo e Francesco alla Costa
La chiesa dei Santi Girolamo e Francesco alla Costa è un luogo di culto cattolico che si trova lungo la ripida costa San Giorgio, una via che sale al forte di Belvedere dal Ponte Vecchio, nel centro di Firenze.

## Storia

### Monastero femminile

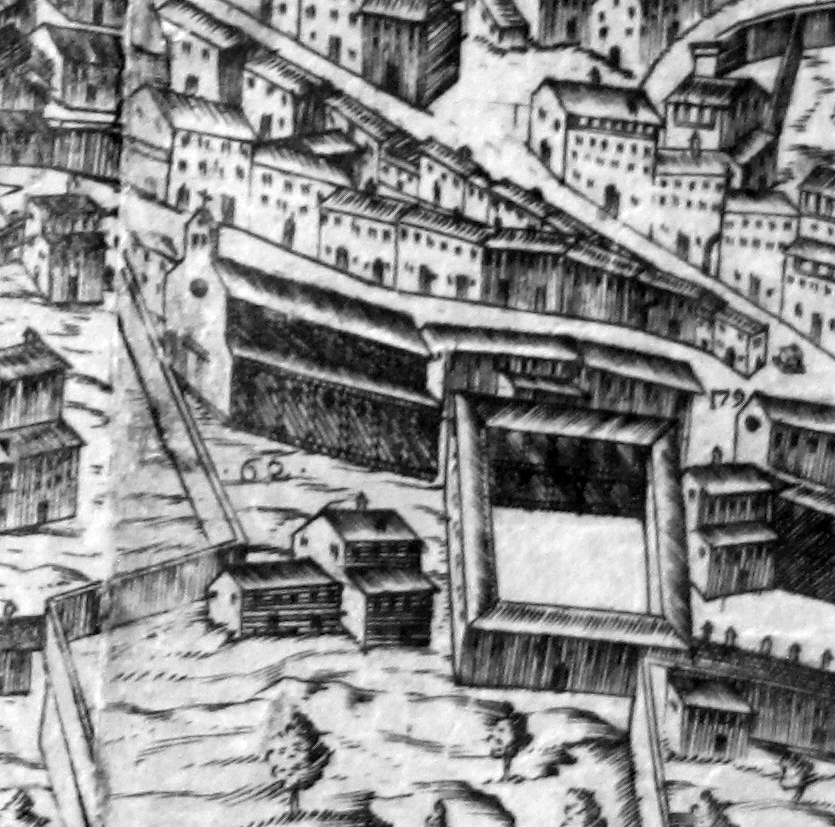
Il complesso nella pianta del Buonsignori (1584-1594)

Il complesso era stato fondato nel 1377, quando Angela Canigiani, vedova di Simone di Gherardo, decise di ritirarsi a vita monastica fondando con Paola Casini e altre dieci fanciulle un nuovo monastero di suore terziarie francescane, in un sito sul poggio dei Magnoli dove per anni si erano riunite alcune delle suore agostiniane, sotto il nome di San Girolamo degli Scalzi, poi confluite nel monastero di Santa Maria dell Neve, in via San Gallo. Nel 1382 il nuovo convento poteva dirsi concluso, grazie alle elemosine raccolte da alcune nobildonne, come Caterina Colombini da Siena, Agnolina Tosellini da Prato e Nicolosa di Nastagio da Firenze. 
Il monastero venne ampliato e rifondato a partire dal 1416, col nuovo nome di San Girolamo e San Francesco, su iniziativa del frate francescano Agostino di Bartolo, che ampliò i locali per accogliere dodici terziarie. Il piccolo oratorio del monastero ricevette alcune provvigioni dalla Signoria nel 1432 e nel 1448, che permisero alle monache di acquistare alcune case vicine e ingrandire la chiesa. A quell'epoca risale il tabernacolo sopra l'antico ingresso, poi murato, attribuito a Pier Francesco Fiorentino, raffigurante il Crocifisso tra san Girolamo e san Francesco. Grazie ad altre beneficenze e lasciti privati, tra cui quello considerevole di Niccolò da Uzzano, le monache a fine del Quattrocento arrivarono a circa 30. 
Dal 1515 al 1520 la chiesa fu ristrutturata su sovvenzione del cardinale Antonio Pucci; successivi interventi sei-settecenteschi alterarono ulteriormente la fisionomia del luogo. 
Soppresso nel 1808, durante l'occupazione francese, e nel contesto delle spoliazioni napoleoniche, venne individuata dal direttore del Musee Napoleon, Vivant Denon, l'Incoronazione della Vergine di Ridolfo del Ghirlandaio, Pedro Berruguete e altri, che venne spedita in Francia dove ancora oggi si trova, esposta al Louvre.

### Caserma
Il convento fu ripristinato nel 1816 e nuovamente soppresso nel 1866 per essere poi adibito ad ambiente militare, destinato a un Reggimento di fanteria. La caserma fu definita attorno al 1866 su progetto dell'ingegnere Giovanni Castellazzi e lavori affidati a Francesco Mazzei (con la collaborazione degli ingegneri Vincenzo Ricci, Vittorio Pistoi, Nicola Nasi e Cesare Pistolesi), riunendo e adattando una porzione del convento già vallombrosano di San Giorgio e dello Spirito Santo posto a monte del complesso e il monastero di San Girolamo posto a valle. 
Attorno al 1933, descrivendo quella che allora era la caserma Vittorio Veneto, così annota Angiolo Pucci: "Dopo l'ultima soppressione il Governo italiano ordinò una comunicazione della caserma dello Spirito Santo con la Fortezza Belvedere; comunicazione in parte sul giardino di Boboli e in parte (su quella) dell'orto del vecchio convento. La comunicazione esiste ancora e il terreno, essendo in forte pendenza vi è una strada selciata a mattoni che sale a zig-zag, e da un lato un viottolo a scaglioni (...). Se una parte dell'orto fu occupata per comodo militare dalla comunicazione con Belvedere, anche ogni parte rimanente dell'orto stesso fu occupato da qualche fabbrica e dal piazzale per servizio alla caserma". Queste invece le più recenti note di Amelio Fara: "Situata lungo la via S. Giorgio la Costa, sul versante occidentale della collina che s'innalzava sulla sinistra dell'Arno tra la porta S. Niccolò e il Ponte Vecchio, la caserma S. Giorgio, a causa della sua posizione topografica e della primitiva destinazione dei fabbricati che la componevano, conseguì nel suo insieme una pianta alquanto irregolare; si articolava in piani che si trovavano a differenti livelli, per cui si contavano una ventina di scale e alcune rampe. L'ingresso principale stava al centro del complesso che lo divideva in due parti, una più alta e una più bassa: a destra dell'ingresso, attraverso una scala di 9 gradini, si discendeva alla parte più bassa, a sinistra, attraverso una scala di otto gradini, si saliva alla parte più elevata". 
Al 1928-1933 è documentato un cantiere per ristrutturare e ampliare il complesso destinato ad ospitare gli allievi ufficiali medici e chimici farmacisti per un totale di seicento persone. Dopo il trasferimento della Scuola di Sanità Militare a Roma (1998), il complesso venne di fatto abbandonato.

### Nuove prospettive
Dopo un lungo periodo di degrado dovuto a incuria e abbandono, il complesso è stato acquistato nel 2016 dalla famiglia argentina Lowenstein (Marzocco Investment & Development) che ha presentato un progetto di trasformazione con riconversione dello stesso in estesa struttura ricettiva di lusso, sollevando un acceso dibattito per l'incidenza da molti giudicata negativa sulla zona, anche per i limitati accessi carrabili all'area.

## Descrizione

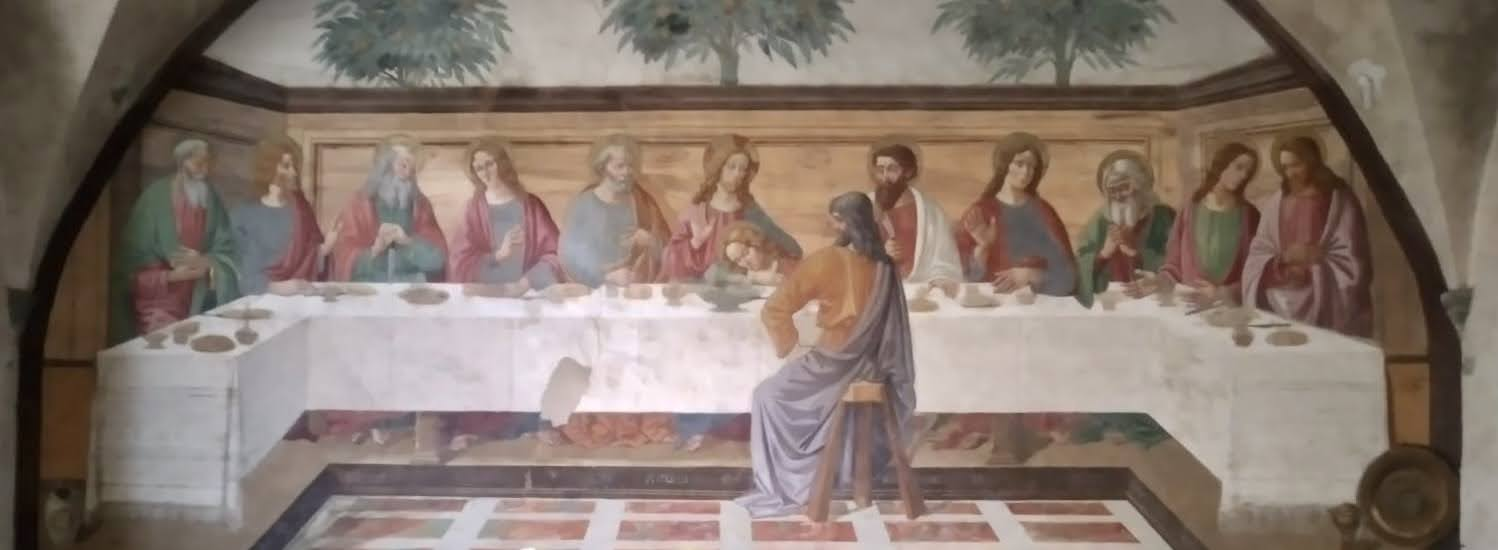
Cenacolo di San Girolamo alla Costa

L'ingresso principale, posto appunto nel corpo di fabbrica che funge da cerniera tra i due antichi istituti religiosi, si trova nello slargo determinato dall'innesto sulla costa San Giorgio della costa dei Magnoli, e si presenta arretrato rispetto alla strada, oltre una breve scalinata chiusa da un cancello in ghisa e un breve spiazzo a verde: il fronte, di tre assi su altrettanti piani, pur rimandando a un disegno cinquecentesco, dovrebbe datarsi appunto al 1866.
Poco più avanti, lungo la strada, l'ingresso antico del monastero dei Santi Girolamo e Francesco è tamponato e tuttavia si individua l'origine religiosa della struttura per la presenza di un campanile a vela. Sul fronte è murata l'arme del cardinale Antonio Pucci grazie al quale fu rinnovata la chiesa tra il 1515 e il 1520. Sulla porta segnata con il numero civico 35 è un tabernacolo quattrocentesco con una pittura murale raffigurante la Crocifissione fra San Girolamo e San Francesco, attribuita a Pier Francesco Fiorentino, oggetto di un restauro condotto da Luigi Rossini nel 1954 e di un più recente intervento documentato al 1981.
Nell'ex-refettorio si trova un'Ultima Cena della scuola di Cosimo Rosselli, datata 1488.

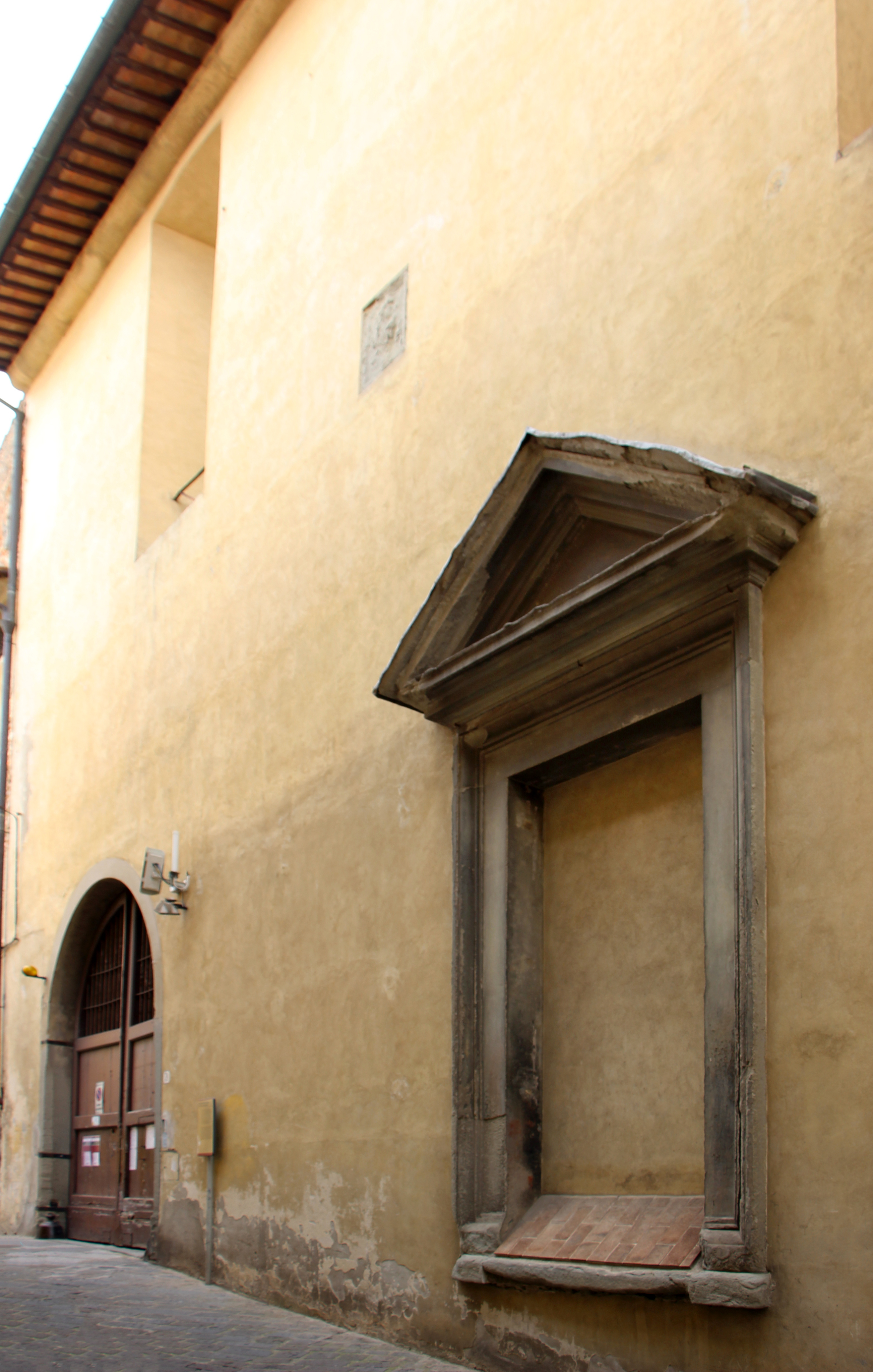
Veduta con l'antico portale
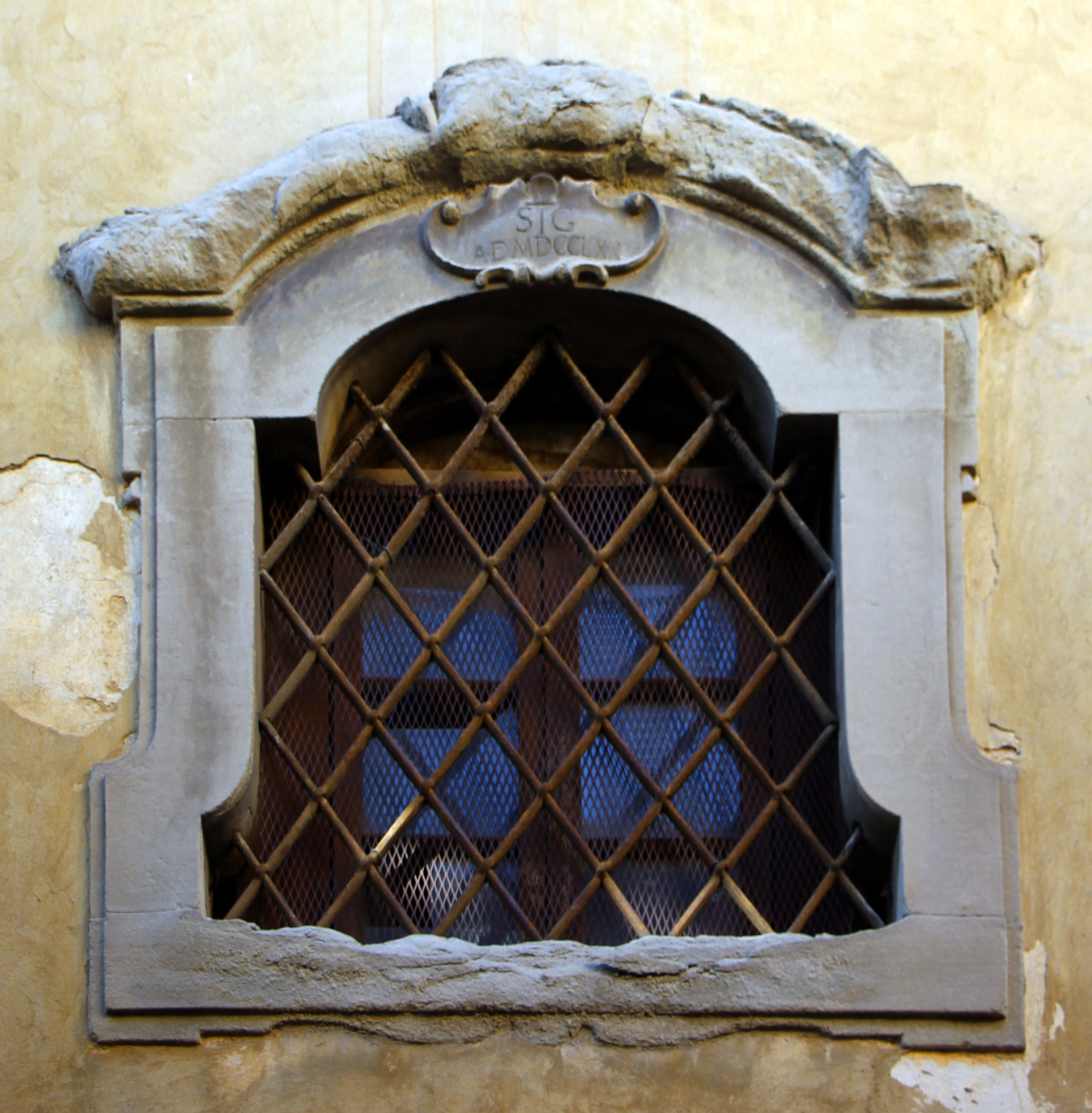
Finestra con data 1770
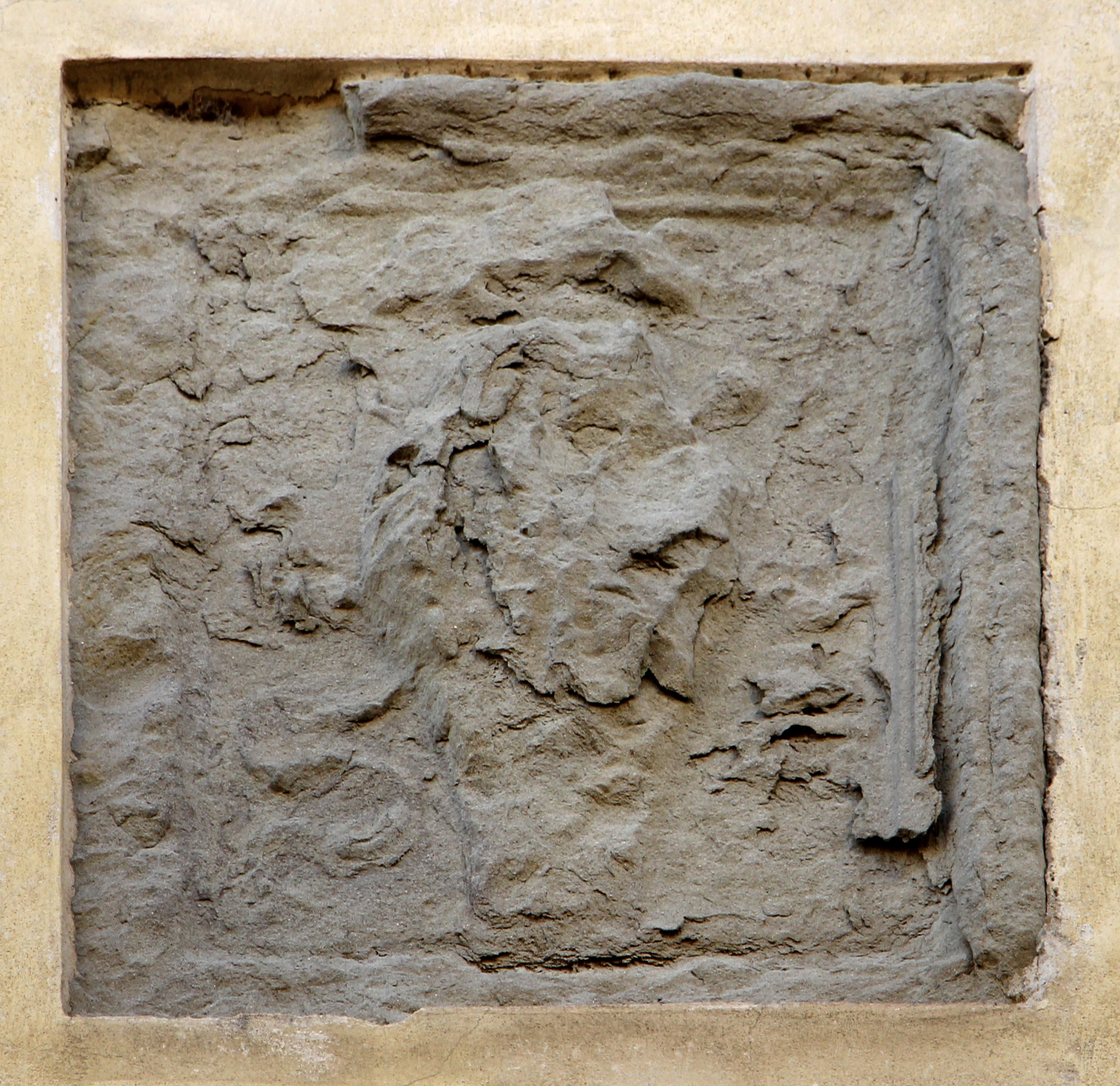
Stemma del cardinale Pucci, oggi quasi illeggibile
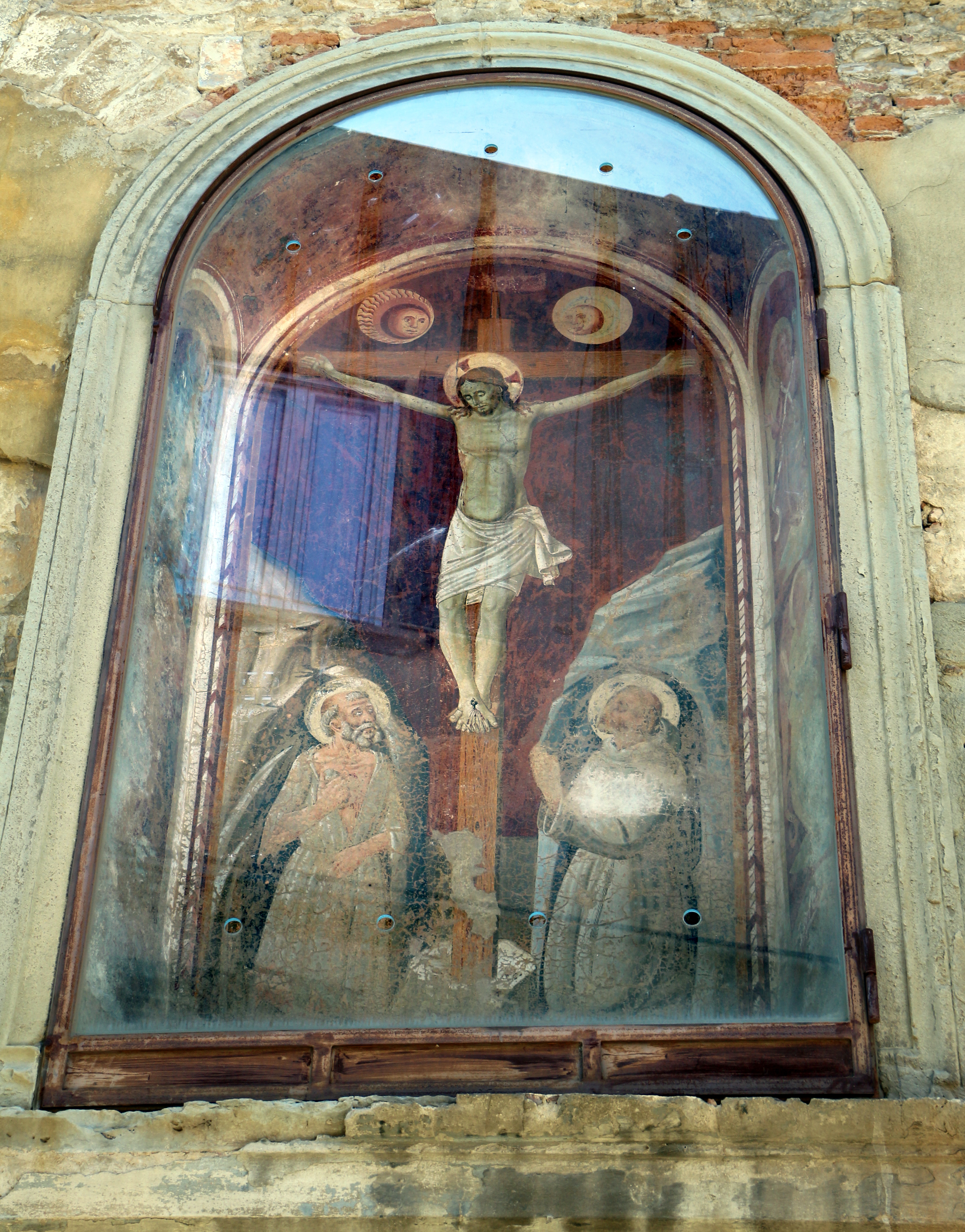
Il tabernacolo

## Opere già nei Santi Girolamo e Francesco alla Costa
- Giovanni da Milano, Pietà, oggi alla Galleria dell'Accademia;
- Giovanni Antonio Sogliani, San Francesco e Santa Elisabetta d'Ungheria, oggi alla Galleria dell'Accademia
- Alonso Berruguete, Maestro di Serumido, Bernardo di Leonardo e/o altri, Incoronazione della Vergine e santi, oggi al Louvre

## Confraternite
Nella chiesa e nei suoi annessi si riunirono nel tempo alcune confraternite. Tra le più importanti ci furono:
- Buca di San Girolamo sulla Costa San Giorgio (presso l'oratorio di Sant'Umiliano o di San Mamiliano)
- Compagnia della Nunziata e di Sant'Antonio da Padova (presso l'oratorio di Sant'Umiliano o di San Mamiliano)